# Crónica de un baile
Crónica de un baile es el cuarto álbum de estudio de la cantante y compositora malagueña Vanesa Martín y el tercero con la discográfica Warner Music. Su lanzamiento se llevó a cabo en 2014. Fue grabado durante los meses de abril, mayo y junio de 2014 en Madrid, en los Estudios MG, Estudios Uno, Estudios Bahía, Estudios Sputnik y Le Goliat Estudios. Cuenta con la dirección y producción de David Santisteban, con el equipo de arreglistas Javibu Carretero, Bob Benozzo, Alfonso Pérez, Joaquín Calderón y José Antonio Roca. El disco fue mezclado y masterizado por Óscar Clavel.
Este álbum logró superar las 20.000 copias vendidas, lo cual le sirvió a Vanesa Martín para conseguir un disco de oro. «Sin saber por qué», primer sencillo del disco, se mantuvo varias semanas como sencillo más vendido en iTunes y Crónica de un baile se colocó entre los discos más vendidos del año en España.

## Listado de canciones
| N.º   | Título               | Duración |  |
| 1.    | «Sin saber por qué»  |          |  |
| 2.    | «No me salves»       |          |  |
| 3.    | «Frenar enero»       |          |  |
| 4.    | «Polvo de mariposas» |          |  |
| 5.    | «Es tan necesario»   |          |  |
| 6.    | «Hablas»             |          |  |
| 7.    | «Respirar de ti»     |          |  |
| 8.    | «Casi te rozo»       |          |  |
| 9.    | «Tiempo de espera»   |          |  |
| 10.   | «Hoy no»             |          |  |
| 11.   | «Ni tú ni yo»        |          |  |
| 12.   | «Yo me pido vida»    |          |  |
| 43:19 |                      |          |  |

## Sencillos
- 1. Sin saber por qué (2014)
- 2. Frenar Enero (2015)
- 3. Polvo de Mariposas (2015)

## Certificaciones
| Certificación    | Ventas         |
| ---------------- | -------------- |
| Disco de Platino | +40 000 copias |